# روفلوكساسين
روفلوكساسين rufloxacin هو مضاد حيوي من زمرة الكوينولون وهي مجموعة من المضادات الحيوية واسعة الطيف الاصطناعية ذات تأثير علاجي قوي. والكوينولونات مصطلح يستخدم للعلاجات الكيميائية المستخدمة لمعالجة الجراثيم القوية. يباع تحت أسماء تجارية،Ruflox, Monos, Qari, Tebraxin, Uroflox, Uroclar.

## الاستعمال الطبي
يتم استخدام هذه المادة الكيميائية المضادات الحيوية الكوينولون. لديه نشاط مضاد للجراثيم ملحوظ على البكتيريا الإيجابية والسلبية السحلية، وخاصة المعوية. له تأثير عال في علاج التهاب البروستاتا البكتيري، أيضا. بالإضافة إلى ذلك، يمكن بهذه المادة علاج التهاب المسالك البولية، وعدوى الجهاز التنفسي السفلي.

## آلية العمل
يعمل عن طريق تثبيط انزيم الدنا جيراز, اللازم لعملية تضاعف الدنا الجرثومي، فعال ضد الجراثيم إيجابية الغرام، وبعض سلبيات الغرام، مثل السالمونيلا والشيغلا, والكامبلوباكتر, والنيسيريا والسودو مونس.

## الجرعة
يعطى فمويا، بجرعة 400 ملجم في اليوم الأول, و200 ملجم بعد ذلك في اليوم.

## موانع الاستعمال
فرط الحساسية، الحمل والإرضاع، المرضى دون ال18.

## الآثار الجانبية
- اضطرابات الجهاز الهضمي.
- تأثيرات كبدية.
- تأثيرات على الجملة العصبية المركزية.
- اضطرابات دموية.
- ألم وتهيج مكان الحقن في حال اعطاءه حقنا.
- تباطؤ ضربات القلب.
- آلام مفاصل عكوس.

## التداخلات الدوائية
- يثبط الاستقلاب الكبدي وتصفية بعض الأدوية مثل الثيوفلللين والكافيين ومضادات الحموضة.
- قد تتأثر فعالية مضادات الهيستامين.